# Kościół św. Michała Archanioła w Skarszewach
Kościół świętego Michała Archanioła w Skarszewach – jeden z dwóch rzymskokatolickich kościołów parafialnych znajdujących się w mieście Skarszewy, w województwie pomorskim. Należy do dekanatu Skarszewy diecezji pelplińskiej.
Jest to świątynia gotycka wzniesiona w połowie XIV wieku, zapewne przez zakon joannitów, następnie była wielokrotnie odbudowywana po zniszczeniach. Posiada wieżę z niedużą kopułą (jedyny taki kościół na Pomorzu Gdańskim). Była połączona przejściem podziemnym z zamkiem joannitów. Wyposażenie wnętrza reprezentuje style: barok i rokoko i pochodzi z XVII i XVIII stulecia, do niego należy m.in. ambona zwieńczona figurą św. Michała Archanioła, osiem ołtarzy, chrzcielnica, kilka obrazów, sygnowane herbem fundatora Józefa Wybickiego, autora słów hymnu Polski konfesjonał i monstrancja. Za kościołem znajduje się dzwonnica z dwoma dzwonami: mniejszy nosi imię Glaube (niem. Wiara), a większy Hoffung (niem. Nadzieja). Oba dzwony odlane zostały w 1926 roku. 

## Galeria

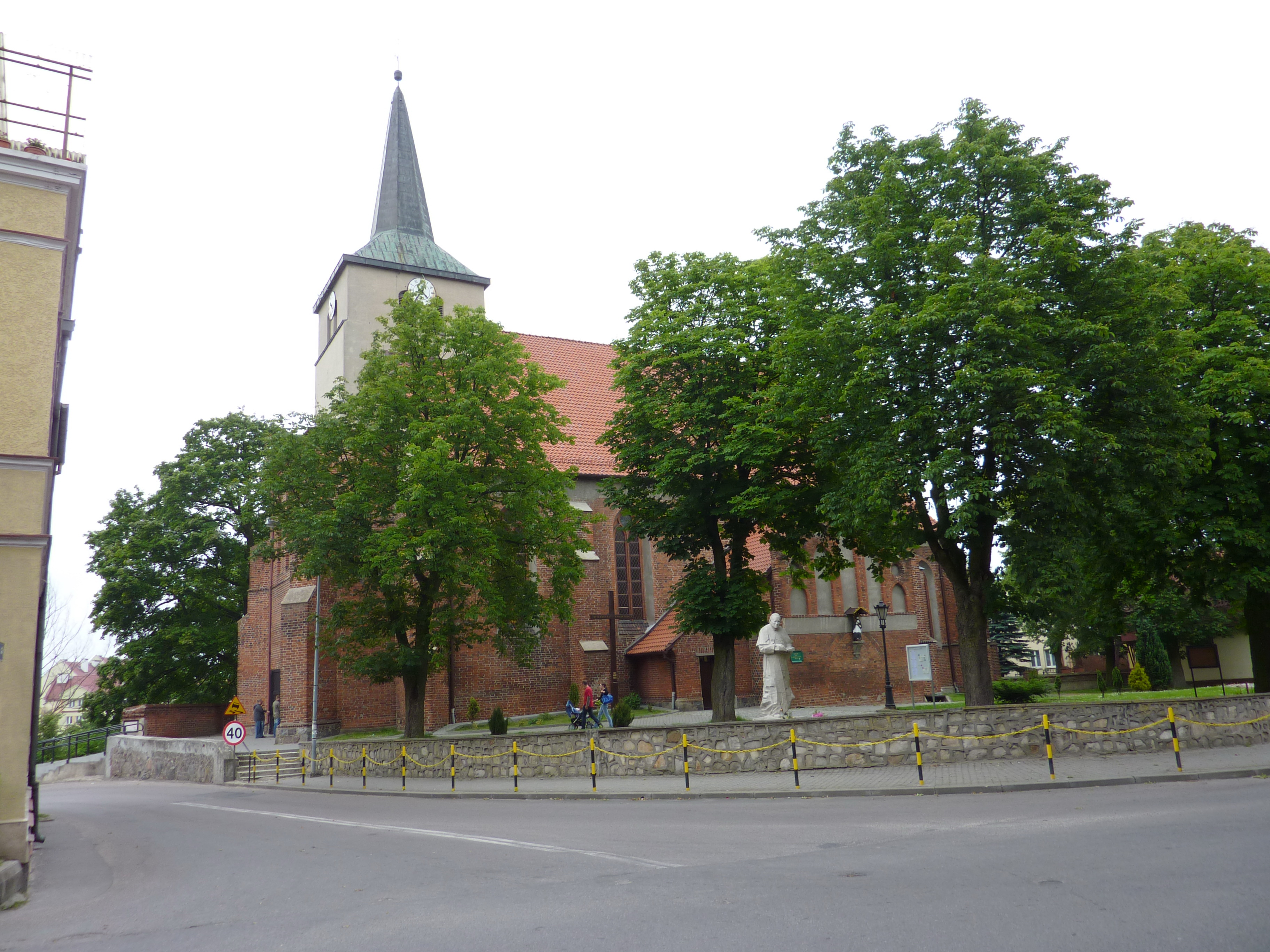
Kościół parafialny pw. św. Michała Archanioła
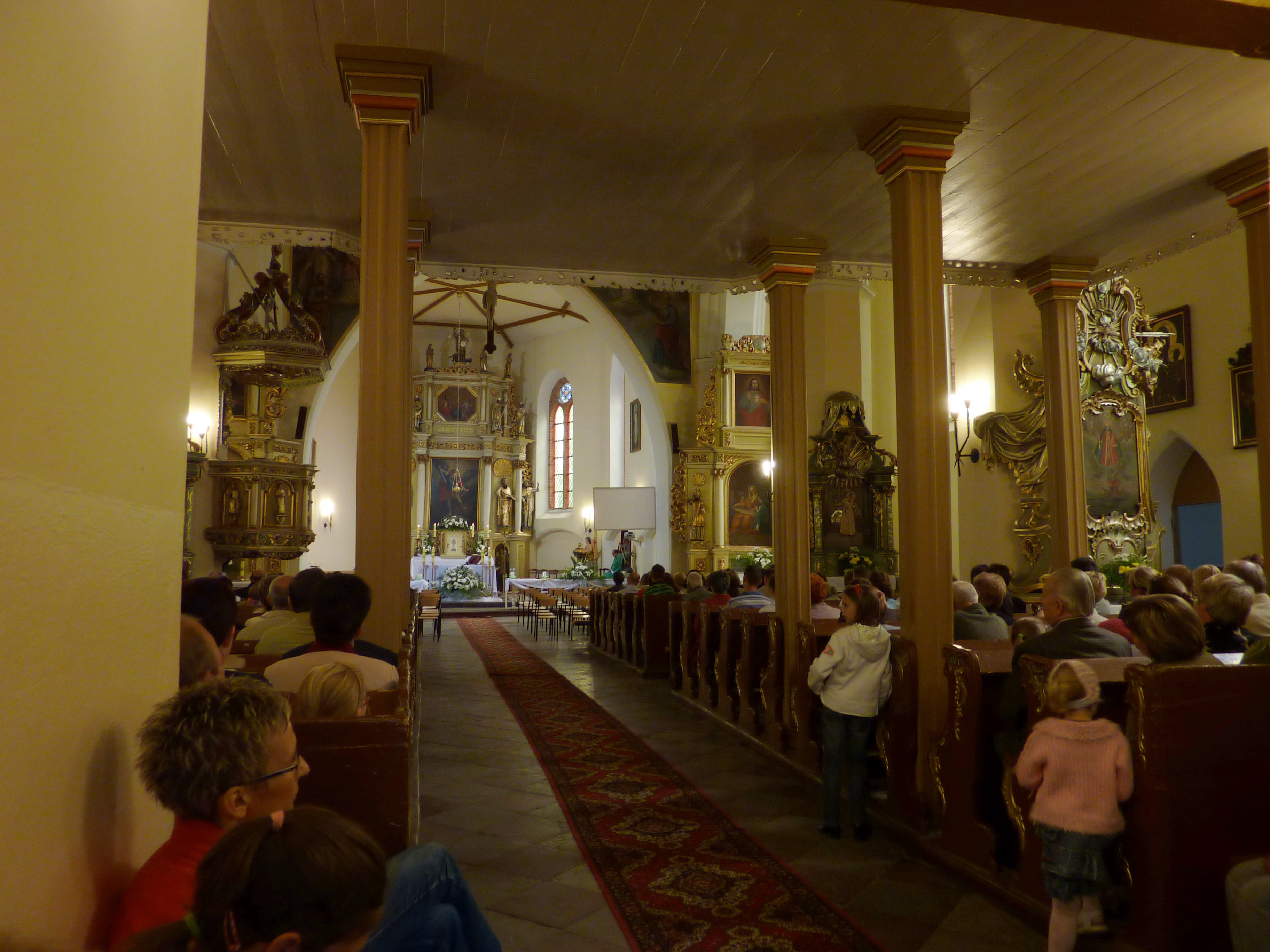
Wnętrze kościoła pw. św. Michała Archanioła
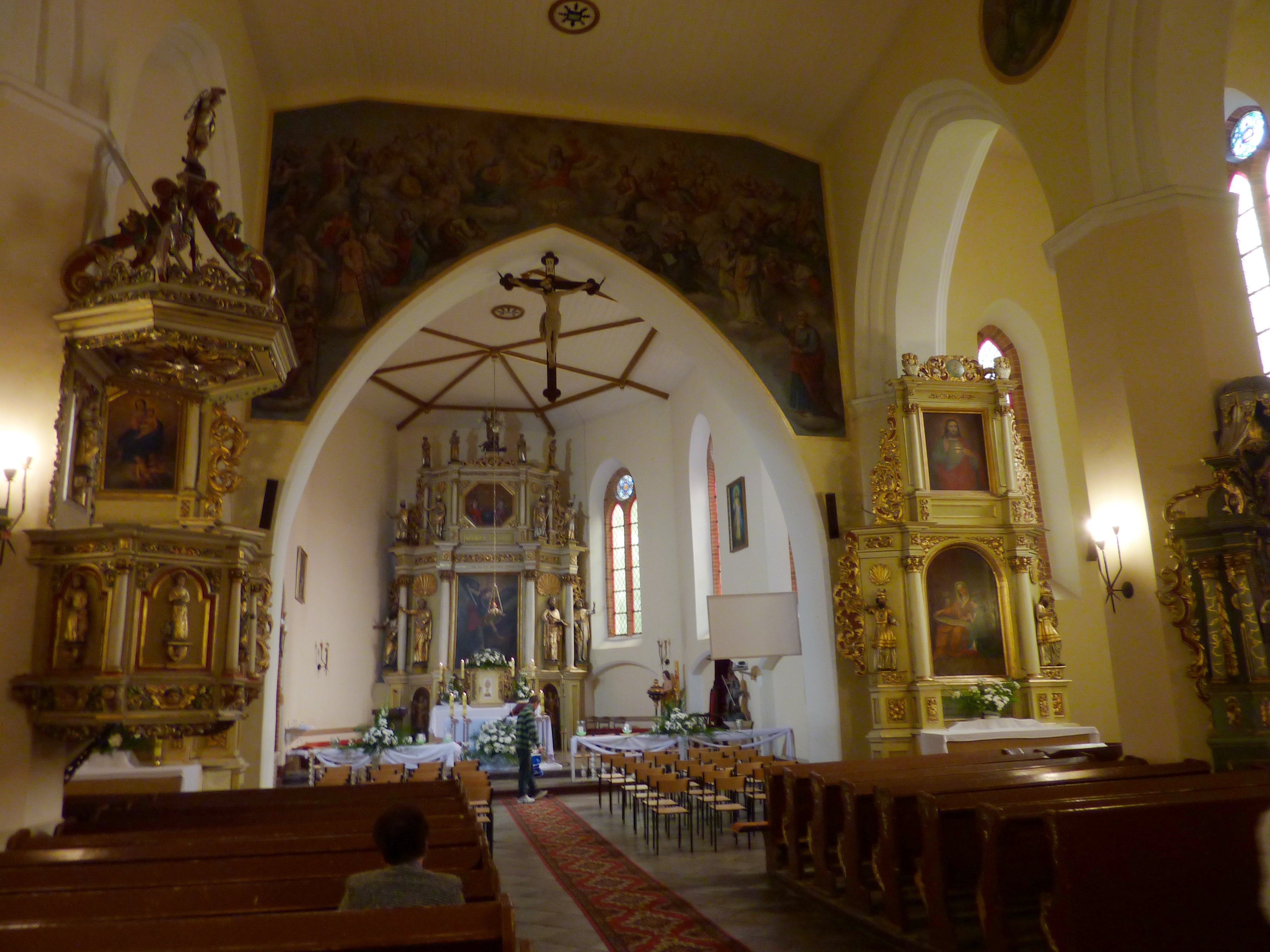
Prezbiterium
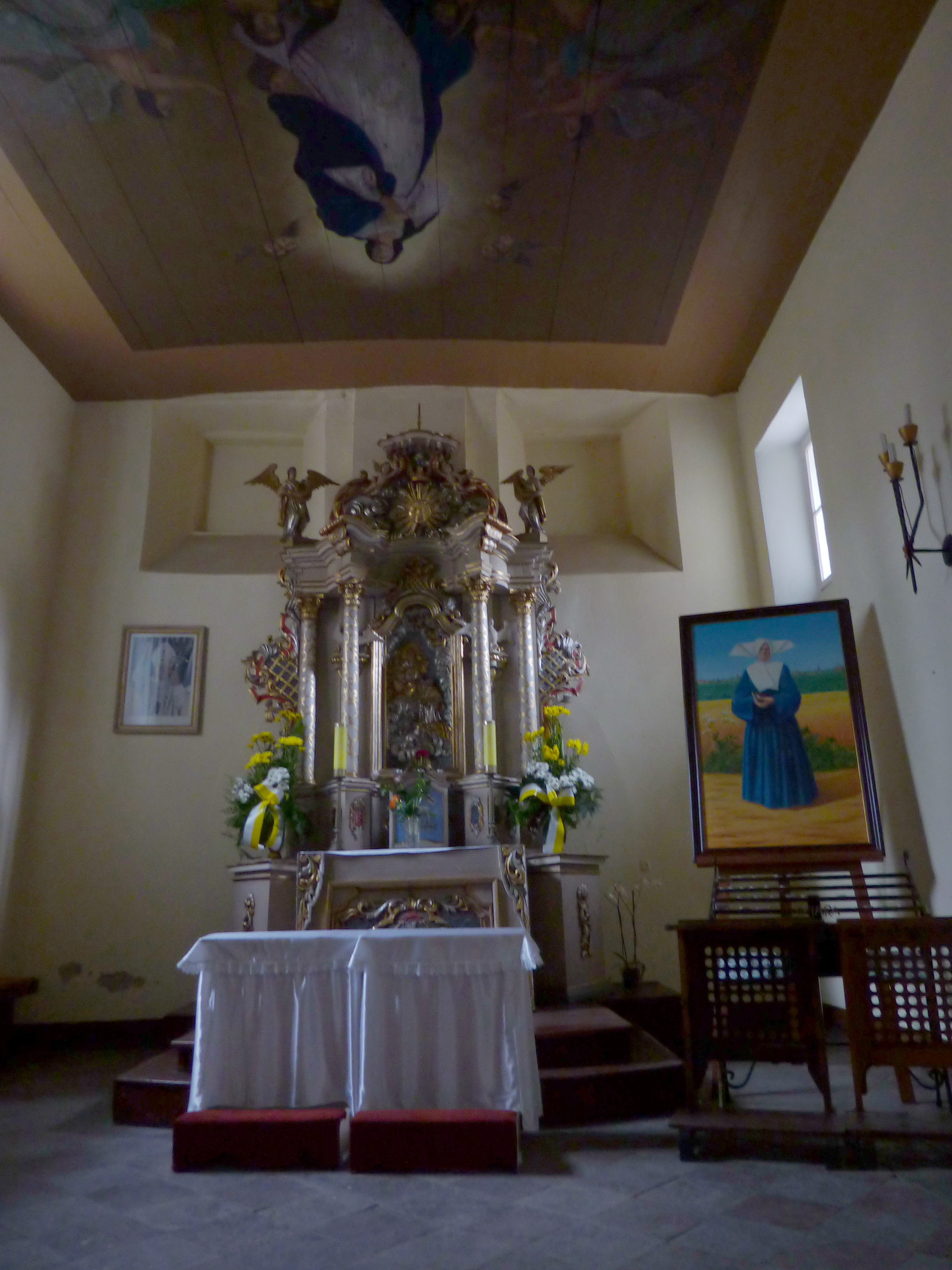
Ołtarz
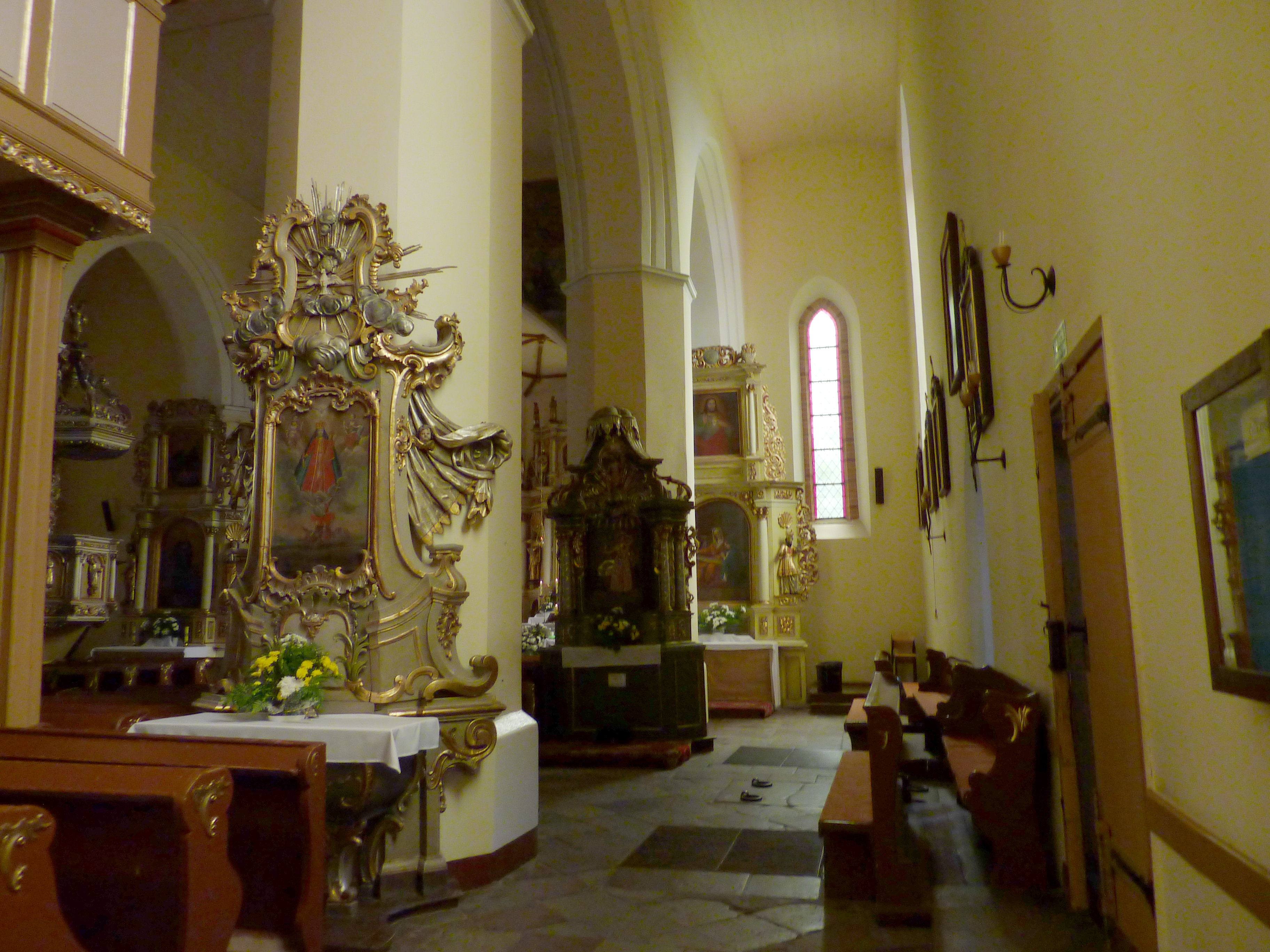
Nawa boczna
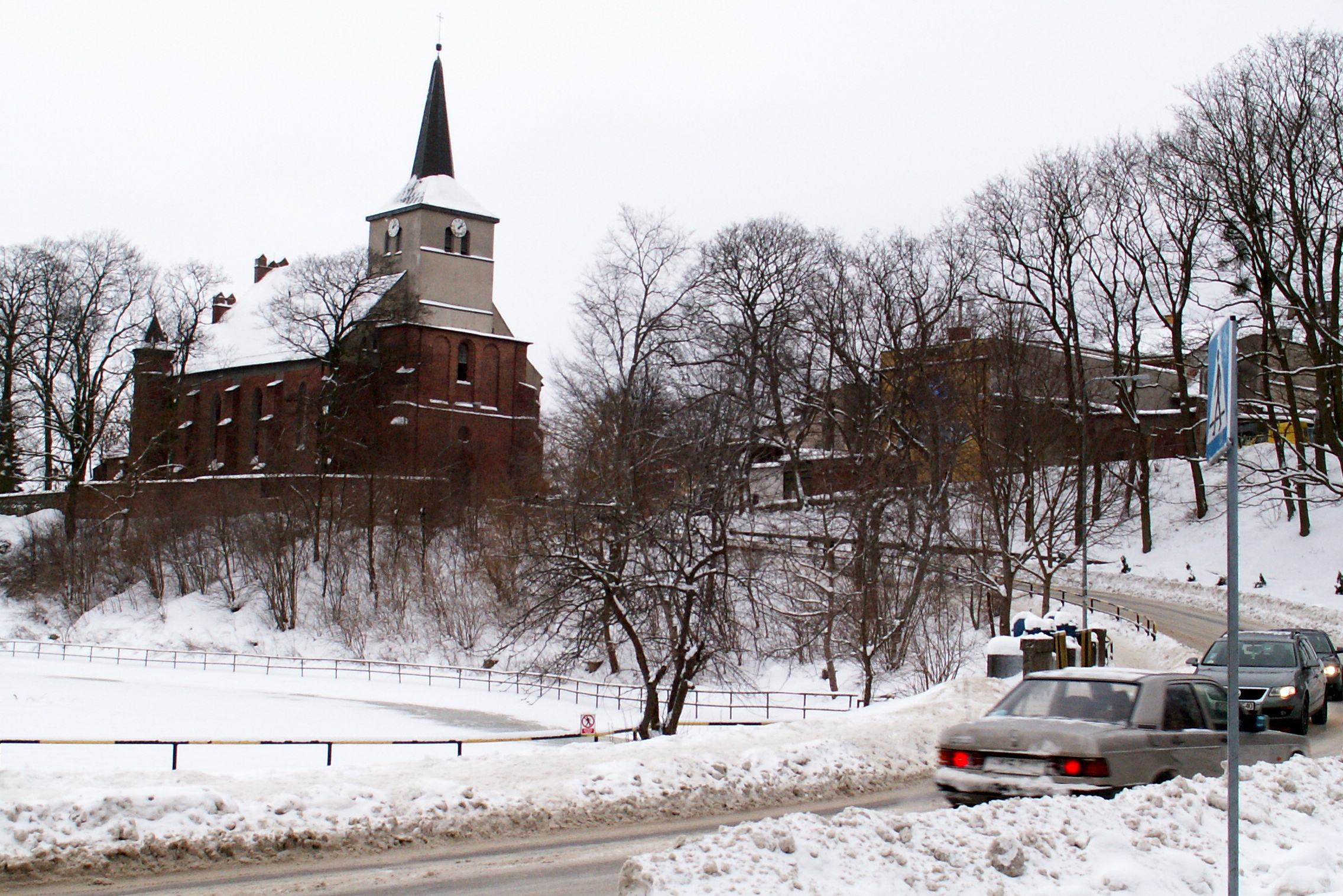
Widok na kościół od strony tamy